# Prototrupes copridoides
Prototrupes copridoides är en skalbaggsart som beskrevs av Hermann Julius Kolbe 1907. Prototrupes copridoides ingår i släktet Prototrupes och familjen Bolboceratidae. Inga underarter finns listade i Catalogue of Life.